# 삼화초등학교 삼흥분교
삼화초등학교 삼흥분교는 대한민국 강원특별자치도 동해시 서동로 853 (신흥동)에 있었던 초등학교이다.

## 연혁
- 1944.06.25 설립인가
- 1945.04.01 개교(1학급 18명)
- 1950.03.01 제1회 졸업(18명)
- 2000.08.24 삼화초등학교로 선통합운영
- 2001.02.16 제51회 졸업(2명)
- 2001.03.01 삼화초등학교로 통합폐교